# 陽江原子力発電所
陽江原子力発電所(中国語: 阳江核电站)は中華人民共和国広東省陽江市陽東区東平鎮に建設中の原子力発電所。1000MW級のCPR-1000型炉6機を建設することが計画されていたが、CPR-1000は4号機までとし、5・6号機は国産化率を高めたACPR-1000を建設することになった。

## 経緯
陽江は1988年に原子力発電所設置のために選ばれ、計画は2004年に承認された。
この原発は元々はAP1000のような第3世代原子炉の導入を見込んでいた。しかし2007年、計画の改訂でAP1000からEPRに変更され、さらに既存のCPR-1000に変更された。建設工事の開始は2008年2月に行われ、2008年12月16日にコンクリートの流し込みが始まった。4号機の建設は2011年3月が見込まれていたが、日本の福島第一原子力発電所事故を受けた安全審査の結果遅れ、コンクリートの流し込みは2012年11月からになった。
なお、建設を行う広核集団は陽江原子力発電所の建設と同時に嶺澳、紅沿河、寧徳にも原発を建設していた。紅沿河は2013年2月に、寧徳は2013年4月にいずれも運転を開始している。

## 原子炉
| 原子炉              | 原子炉形式 | 正味発電量 | 総発電量 | 建設開始       | 送電開始       | 商業運転      | 運転終了 |
| ------------------- | ---------- | ---------- | -------- | -------------- | -------------- | ------------- | -------- |
| フェイズI           |            |            |          |                |                |               |          |
| 1号機 (Yangjiang 1) | CPR-1000   | 1000 MW    | 1086 MW  | 2008年12月16日 | 2013年12月31日 | 2014年3月25日 |          |
| 2号機 (Yangjiang 2) | CPR-1000   | 1000 MW    | 1086 MW  | 2009年6月4日   | 2015年3月10日  | 2015年6月5日  |          |
| 3号機 (Yangjiang 3) | CPR-1000   | 1000 MW    | 1086 MW  | 2010年11月15日 | 2015年10月18日 | 2016年1月1日  |          |
| 4号機 (Yangjiang 4) | CPR-1000   | 1000 MW    | 1086 MW  | 2012年11月17日 | 2017年1月8日   | 2017年3月15日 |          |
| フェイズII          |            |            |          |                |                |               |          |
| 5号機 (Yangjiang 5) | ACPR-1000  | 1000 MW    | 1086 MW  | 2013年9月18日  | 2018年5月23日  | 2018年7月12日 |          |
| 6号機 (Yangjiang 6) | ACPR-1000  | 1000 MW    | 1086 MW  | 2013年12月23日 | 2019年6月29日  | 2019年7月24日 |          |

## 註
1. 1 2  “Yangjiang 1”.  World Nuclear News. 2018年5月29日閲覧。
2. 1 2  “Construction of new projects”.   中国広東核電集団 (CGNPC). 2008年2月4日時点のオリジナルよりアーカイブ。2010年1月11日閲覧。
3. 1 2  “Nuclear Power in China”. Country Briefings.  世界原子力協会 (WNA) (29 December 2012). 22 January 2013閲覧。
4. 1 2  “Official start to the Yangjiang nuclear plant”. World Nuclear News. (2008年12月17日) 2010年1月11日閲覧。
5. ↑  “China aims to build its own nuclear power stations”.  中国中央電視台 (2009年7月24日). 2010年1月11日閲覧。
6. ↑  “Yangjiang 2”.  World Nuclear News. 2018年5月29日閲覧。
7. ↑  “Yangjiang 3”.  World Nuclear News. 2018年5月29日閲覧。
8. ↑  “Yangjiang 4”.  World Nuclear News. 2018年5月29日閲覧。
9. ↑  “Yangjiang 5”.  World Nuclear News. 2018年8月13日閲覧。
10. ↑  “Yangjiang 6”.  World Nuclear News. 2018年8月13日閲覧。